# The Weeknd
Abel Makkonen Tesfaye (tiếng Amhara: አበል መኮነን ተስፋዬ; sinh ngày 16 tháng 2 năm 1990), được biết đến với nghệ danh The Weeknd, là một ca sĩ, nhạc sĩ sáng tác bài hát và nhà sản xuất thu âm người Canada. Anh được nhiều người biết đến nhờ vào cách sản xuất âm nhạc độc đáo, những sáng tạo nghệ thuật và quãng giọng falsetto đặc trưng của anh. Các giải thưởng của The Weeknd gồm có 4 giải Grammy, 20 Giải thưởng Âm nhạc Billboard, 22 giải Juno, 6 giải thưởng Âm nhạc Mỹ, 2 giải Video âm nhạc của MTV, và 1 giải Grammy Latin, và 1 đề cử Giải Oscar và 1 giải Primetime Emmy.
Tesfaye sinh ra và lớn lên ở Toronto, và bắt đầu sự nghiệp của mình vào năm 2009 bằng việc phát hành âm nhạc một cách ẩn danh trên YouTube. Hai năm sau, anh đồng sáng lập hãng thu âm XO và phát hành các bản mixtape House of Balloons, Thursday và Echoes of Silence đưa anh đến gần với công chúng nhờ vào phong cách contemporary và alternative R&B gợi cảm giác huyền bí bên trong anh. Năm 2012, Tesfaye ký hợp đồng với Republic Records và phát hành lại mixtape cho album tổng hợp Trilogy. Anh đã sử dụng thể loại dark wave trong album phòng thu đầu tay Kiss Land (2013), và album này mở màn ở vị trí thứ hai trên Billboard 200. Sau album đầu tiên, Tesfaye bắt đầu tham gia sáng tác nhạc phim. Đĩa đơn "Earned It" đến từ nhạc phim Năm mười sắc thái (2015) đoạt giải Grammy cho Trình diễn R&B xuất sắc nhất và nhận được một đề cử giải Oscar cho ca khúc gốc trong phim xuất sắc nhất.
Album thứ hai hơi hướng nhạc pop Beauty Behind the Madness (2015) của Tesfaye đạt được thành công về mặt thương mại và đánh giá chuyên môn, leo lên được vị trí số một ở bảng album Hoa Kỳ. Album còn gặt hái được 2 đĩa đơn quán quân Billboard Hot 100 gồm "Can't Feel My Face" và "The Hills", và giành được giải Grammy cho Album đương đại thành thị xuất sắc nhất cũng như 1 đề cử Album của năm. Album thứ ba đậm chất trap Starboy (2016) của anh đạt được thành công thương mại tương tự, cùng với đĩa đơn cùng tên album (hợp tác với Daft Punk) và đĩa đơn viral "Die for You" leo lên được vị trí số 1, và đem về cho Tesfaye giải Grammy cho Album đương đại thành thị xuất sắc nhất. Tesfaye sẽ trở lại với alternative R&B với EP đầu tay extended play, My Dear Melancholy (2018), và cho ra mắt đĩa đơn top 10 mang tên "Call Out My Name." Anh chuyển sang theo đuổi dòng nhạc new wave và dream pop với album phòng thu thứ tư After Hours (2020), và nhận được rất nhiều lời khen ngợi. Album này có các đĩa đơn quán quân gồm đĩa đơn phá kỷ lục xếp hạng và phát trực tuyến "Blinding Lights", "Heartless" và "Save Your Tears." Tesfaye lại thay áo với album thứ năm Dawn FM (2022) thuộc thể loại dance pop, và cho ra mắt đĩa đơn top 10 "Take My Breath." Năm 2023, anh tham gia lên kịch bản và đóng vai chính trong phim truyền hình Thần tượng. Bộ phim tuy nhận được vô số lời chê bai chỉ trích nhưng phần nhạc phim thì lại đạt được thành công thương mại nhất định.
Tesfaye đã trở thành nghệ sĩ âm nhạc bán đĩa nhạc chạy nhất thế giới với hơn 75 triệu bản được tẩu tán, và phá kỷ lục phát trực tuyến cũng như kỷ lục bảng xếp hạng Billboard. Anh là nghệ sĩ Canada đầu tiên được trao 4 đĩa đơn chứng nhận kim cương từ Hiệp hội Công nghiệp Ghi âm Hoa Kỳ (RIAA), đồng thời là nghệ sĩ đầu tiên đồng thời giữ ba vị trí dẫn đầu trên bảng xếp hạng Hot R&B/Hip-Hop Songs. "Blinding Lights" trở thành bài hát được phát trực tuyến nhiều nhất trong lịch sử Spotify và là bài hát trụ hạng lâu nhất đối với nghệ sĩ solo trên Billboard Hot 100. Tesfaye được Time liệt vào danh sách một trong những người ảnh hưởng nhất thế giới vào năm 2020, và được Sách Kỷ lục Guinness mệnh danh là "nghệ sĩ nổi tiếng nhất thế giới" vào năm 2023. Tesfaye là người ủng hộ bình đẳng chủng tộc và an ninh lương thực, và anh được bổ nhiệm làm Đại sứ thiện chí của Chương trình Lương thực Thế giới vào năm 2021.

## Thời thơ ấu
Abel Makkonen Tesfaye sinh ngày 16 tháng 2 năm 1990 tại thành phố Toronto, Ontario. Bố mẹ anh Makkonen and Samra Tesfaye là người Ethiopia nhập cư và lớn lên tại Scarborough, Toronto. Anh là con một duy nhất trong nhà, mẹ anh làm nhiều việc để nuôi gia đình, bao gồm làm y tá và phân phát thức ăn cũng như mỗi tối đi học tiếng Anh bổ túc. Sau khi bố mẹ anh chia tay, anh được bà nội và mẹ ruột nuôi dưỡng. Trong khoảng thời gian sống với bà, anh học tiếng Amharic, ngôn ngữ của mẹ anh. Anh từng nhiều lần tham gia hoạt động đền thờ Ethiopian Orthodox Tewahedo Church. Anh kể lại người ba của mình rằng, "Tôi mơ hồ gặp ba tôi khi tôi còn sáu tuổi, và những lần tiếp theo nữa lúc tôi lên 11 và 12 tuổi, ba của tôi đã có gia đình và đứa con mới. Tôi còn không biết được ba tôi sống ở đâu, tôi chỉ được gặp ba tôi cỡ đúng một đêm. Tôi tin chắc ba là một người đàn ông tuyệt vời. Tôi không bao giờ phán quyết ba tôi. Ba không hề lạm dụng chất nghiện, không hề nghiện rượu, không phải là một tên khốn nạn. Chỉ là ba không thể ở bên mẹ con tôi."
Tesfaye mô tả quãng thời gian niên thiếu của mình trong bộ phim "Kids without the AIDS." Anh kể lại anh từng nghiện marijuana năm 11 tuổi, sau này sử dụng thuốc lắc, oxycodone, xanax, ma tuý, psilocybin, và ketamin. Anh thú nhận mình thường hay ăn trộm vặt ở siêu thị để ra ngoài bán kiếm tiền mua ma tuý sử dụng. Anh theo học tại trường West Hill Collegiate Institute và Birchmount Park Collegiate Institute ở Scarborough. Năm 2007, anh bỏ học và di cư sang Parkdale, Toronto, Abel giải thích nghệ danh của mình lấy cảm hứng từ việc bỏ học, cho biết "bỏ ra đi vào ngày cuối tuần và không bao giờ trở về nữa", mặc dù nhà sản xuất Jeremy Rose nói rằng nghệ danh đó là do anh nghĩ ra. Tuy nhiên nghệ danh lại được lược bỏ nhằm tránh đụng bản quyền với ban nhạc Canada tên The Weekend.

## Sự nghiệp

### 2009–2011: Khởi nghiệp
Vào khoảng tháng 8 năm 2009, Tesfaye đăng tải bài hát "Do It" lên nền tảng YouTube dưới tên tài khoản "AbelOfficial". Sang năm tiếp theo, Tesfaye gặp gỡ nhà sản xuất âm nhạc Jeremy Rose, người đang có tham vọng cho dự án âm nhạc R&B đương đại lúc bấy giờ. Lúc ban đầu sau khi tung ý tưởng cho nhạc sĩ Curtis Santiago, Rose đồng ý làm nhạc cho Tesfaye, anh ban đầu tham gia thể loại nhạc rap freestyle quãng thời gian đầu nhưng sau này quay lại thể loại R&B. Cả hai hợp tác làm album phòng thu, Rose hoà âm và phối khí ba bài hát cho anh – "What You Need", "Loft Music", và "The Morning" – Tesfaye có nhiệm vụ là thu âm ca khúc lại, đến cuối cùng thì đem huỷ bỏ. Rose tặng lại cho Tesfaye lại ca khúc mà chính anh sáng tác với điều kiện là tên của anh phải được credit lại. Vào tháng 12 năm 2010, Tesfaye đồng ý đăng tải lại miễn phí ba bài hát "What You Need", "Loft Music" và "The Morning" lên YouTube dưới một cái tên khác nữa là "xoxxxoooxo", chính kênh này về sau đổi lại thành "the Weeknd". Lúc đó danh tính của anh vẫn còn mịt mờ với công chúng. Bài hát thu hút sự chú ý từ cư dân mạng, và được nam rapper cùng thời vừa nổi tiếng Drake quảng bá trên một bài đăng blog. Các bài hát mau chóng phủ sóng trên khắp mặt báo, bao gồm tờ tạp chí Pitchfork và The New York Times. Trước khi phát sinh cái tên nghệ danh the Weeknd, anh sử dụng biệt danh của the Noise và Kin Kane. Khi Tesfaye lần đầu tự sáng tác nhạc, anh gia nhập American Apparel. Bởi vì vấn đề danh tính còn bí mật, những người làm chung của anh chỉ được nghe nhạc mà không hay biết rằng là của anh.
Vào năm 2011, Tesfaye kí hợp đồng với đối tác độc quyền âm nhạc Sal Slaiby và Amir Esmailian, rồi sáng lập ra hãng thu XO Records. Vào 21 tháng 3 năm 2011, XO Records phát hành đĩa album phòng thu đầu tiên của anh có tên là House of Balloons. Đĩa nhạc này bao gồm phần sản xuất của Illangelo và Doc McKinney, và bao gồm cả phần sản xuất trước đó của Rose cho dù anh không nhận bất cứ credit nào cho sáng tác này. House of Balloons nhận được lời khen từ giới phê bình. Nó được xướng tên vào mười đề cử của giải Polaris Music năm 2011.
Một trong số những màn trình diễn đầu tiên của anh là tại hội thảo học sinh da đen tại đại học University of Toronto vào tháng 4 năm 2011.
Vào tháng 7 năm 2011, Tesfaye đi lưu diễn tại Toronto, màn trực tiếp công khai của anh đầu tiên là tại Mod Club Theatre kéo dài đến gần 90 phút và Drake có mặt ở đây để xem màn trình diễn này. Tại đây, Drake ngỏ ý hợp tác với Tesfaye. Tesfaye đã đồng ý và tham gia phần mở đầu cho các show diễn của Drake tại Molson Canadian Amphitheatre, và tại hội OVO Fest thường niên vào tháng 7 năm 2011. Vào mùa hè năm 2011, Tesfaye đóng góp phần sáng tác của mình cho bốn bài hát của Drake ở album phòng thu Take Care, vừa là nhạc sĩ vừa là ca sĩ hợp tác cho bài hát "Crew Love".
Tesfaye tự nhận mình là một người rất hạn chế tham gia phỏng vấn trực tiếp, anh chỉ chọn liên lạc qua đường Twitter, bởi vì tính cách của anh là rụt rè và hướng nội. Cho đến thời điểm hiện tại, Tesfaye cực kì ít có mặt tại các buổi phỏng vấn, chỉ đồng ý nói chuyện vào những dịp rất quan trọng.
Bản thu thứ ba của Tesfaye, Echoes of Silence, ra mắt vào ngày 21 tháng 12 năm 2011, một năm sau khi debut chính thức.. Noise EP gồm có mười bài hát cũng được phát hành miễn phí trên mạng xã hội vào thời điểm này, trước khi anh chính thức đi vào album phòng thu đầu tiên. Vào ngày 31 tháng 10 năm 2012, Tesfaye đăng tải lên Twitter rằng "Noise EP thực chất là một chuỗi bài hát bị rò rỉ từ nhà hợp tác cũ, người ta bên ngoài phát hiện AFTER HOB bị bỏ đó. Bản viết nháp demo thực ra là hồi còn teen để ghi chú ý thôi mà. xo."

### 2012-2014:TrilogyvàKiss Land

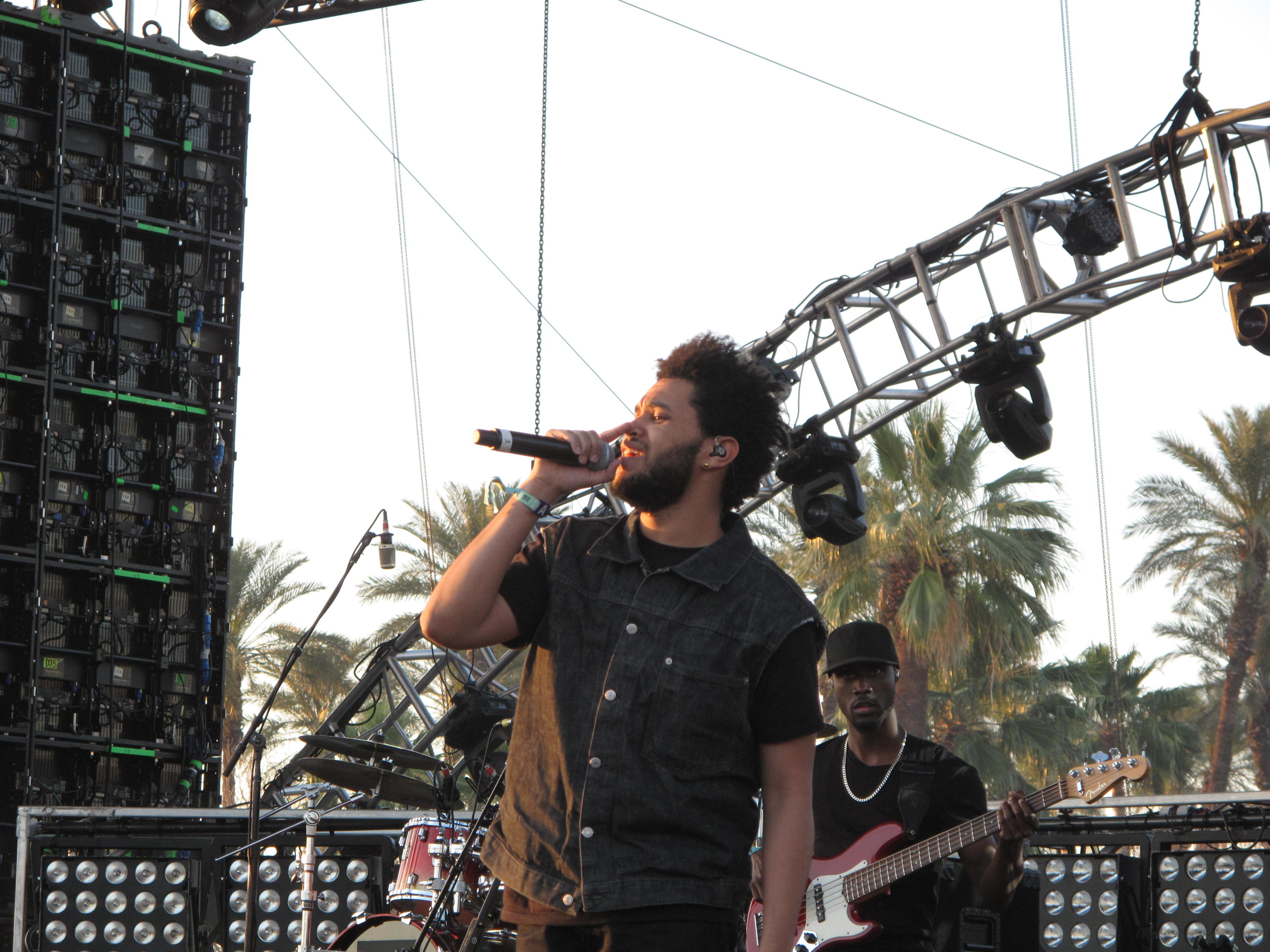
Tesfaye trình diễn tại lễ hội Coachella Valley Music and Arts Festival vào năm 2012

Vào tháng 4 năm 2012, Tesfaye bắt đầu tour lưu diễn quốc tế đầu tiên của anh, gồm cả buổi biểu diễn tại Coachella, những show diễn bán sạch vé tại Bowery Ballroom ở thành phố New York Hoa Kỳ. Phần trình diễn của anh nhận được đánh giá tích cực đến từ tạp chí Rolling Stone. Tesfaye còn tham gia nhiều lễ hội âm nhạc Châu Âu, gồm Primavera Sound tại Tây Ban Nha và Bồ Đào Nha, và lễ hội Wireless Festival tại Vương Quốc Anh. Vào tháng 9, Tesfaye ký hợp đồng hãng đĩa Republic Records, và XO trở thành hãng thu con của anh.
Vào ngày 13 tháng 11 năm 2012, Tesfaye phát hành album phòng thu kết hợp Trilogy gồm nhiều ca khúc được remix và làm lại từ bản thu năm 2011 của anh, kèm theo ba bài hát mới. Album ghi nhận Rose là nhà sản xuất và nhà sáng tác cho ba bài hát từ House of Balloons, ở album trước đó thì ông không được chính thức ghi nhận. Trilogy ra mắt ở hạng tư ở bảng xếp hạng Billboard 200 trong tuần đầu bán được 86 nghìn bản. Album này còn ra mắt ở vị trí thứ năm tại Canadian Albums Chart, cùng lượng doanh số trên. Album về sau nhận được chứng nhận bạch kim đến từ Hiệp hội Công nghiệp Ghi âm Hoa Kỳ (RIAA) và bạch kim x2 bởi Music Canada. Album gặt hái được cho Tesfaye một đề cử hạng mục bình chọn Sound of 2013 của BBC.

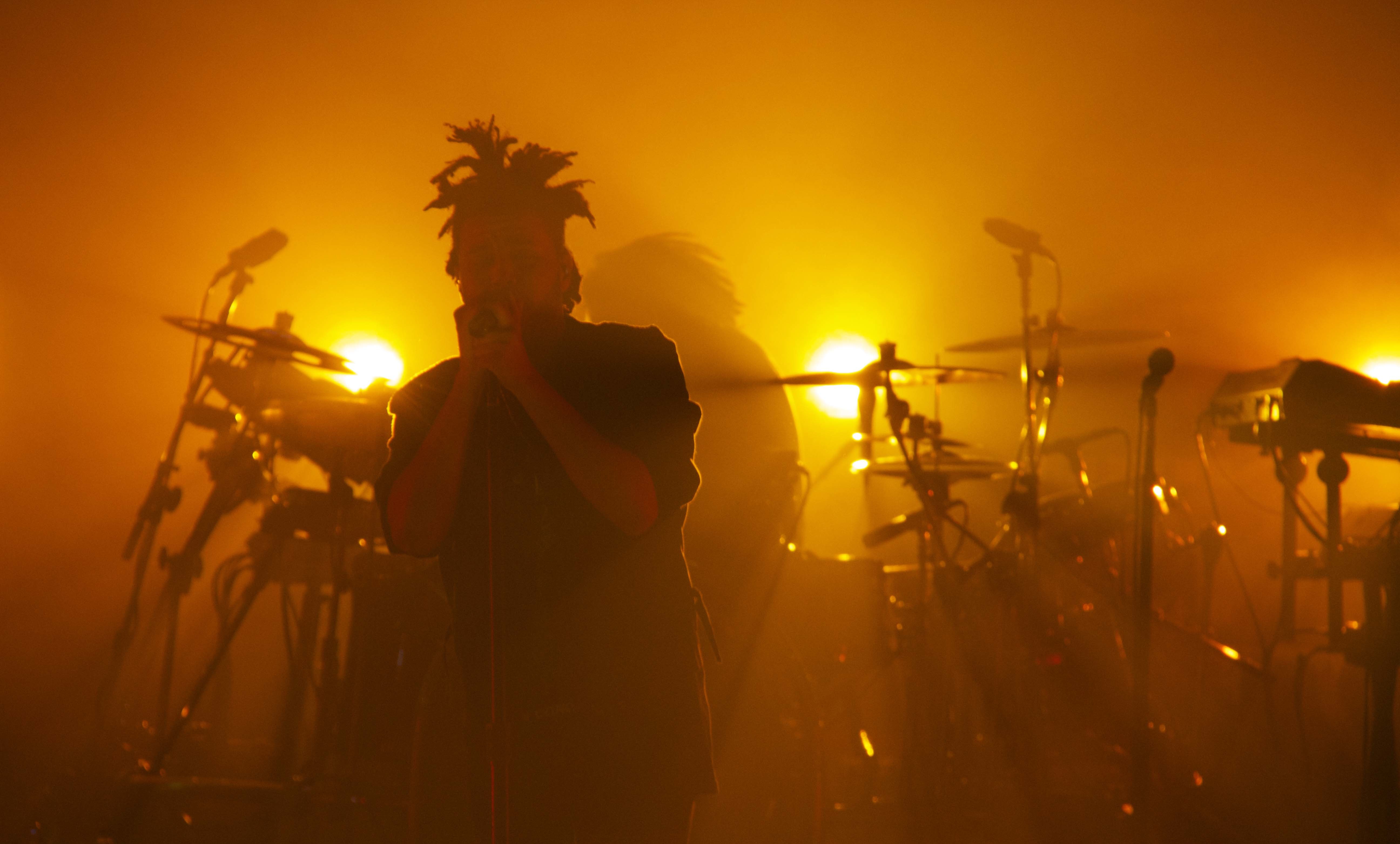
Tesfaye biểu diễn tại Massey Hall vào tháng 10 năm 2013

Vào ngày 17 tháng 5 năm 2013, Tesfaye phát hành bài hát tiêu đề cho album phòng thu debut Kiss Land, và ấn định ngày ra mắt album là ngày 10 tháng 9.  Sau khi được phát hành, album ra mắt ở vị trí á quân tại bảng xếp hạng Billboard 200, với doanh số tiêu thụ là 96 nghìn bản, và nhìn chung đều được các chuyên gia âm nhạc đánh gia cao. Album về sau được các đĩa đơn quảng bá kèm "Belong to the World", "Love in the Sky" và "Live For" kết hợp cùng với Drake. Tesfaye thực hiện chuyến lưu diễn từ 6 tháng 9 đến 25 tháng 10. Tính đến tháng 8 năm 2015, album được tiêu thụ tổng cộng 273 nghìn bản tại Hoa Kỳ. Vào 10 tháng 8 năm 2020, gần bảy năm sau được phát hành, Kiss Land đặt chân lên vị trí đầu bảng ở BXH iTunes R&B.
Vào tháng 11 năm 2013, Tesfaye tham gia mở màn cho nam ca sĩ Justin Timberlake tại chuyến lưu diễn The 20/20 Experience World Tour. Sau đó, anh tham gia đóng góp nhạc chủ đề cho The Hunger Games: Catching Fire (2013), sáng tác "Devil May Cry" và single chủ đề thứ hai của series "Elastic Heart" cho Sia và Diplo.
Vào tháng 2 năm 2014, Tesfaye tham gia phối nhạc đĩa đơn "Drunk in Love" của Beyoncé đến từ phòng thu cùng tên nghệ danh. Giữ lại chủ đề và ý tưởng của bài hát, anh trình bày nội dung qua góc nhìn của một nam giới. Vào 25 tháng 8, Tesfaye kết hợp với Ariana Grande trong bài hát "Love Me Harder" nằm ở album phòng thu thứ hai của cô, My Everything. Bài hát được phát hành vào ngày 30 tháng 9 dưới dạng đĩa đơn thứ tư của album, đạt ở vị trí thứ bảy trên BXH Billboard Hot 100.
Tour lưu diễn quảng bá đầu tiên của Tesfaye King of the Fall Tour được biểu diễn khắp nước Mỹ trong tháng 9 và tháng 10 năm 2014, tour này nhận được hỗ trợ từ Schoolboy Q và Jhené Aiko. Kéo theo tour diễn, hai bài hát "Often" và "King of the Fall" được phát hành. Nhiều người dự đoán đây chính là những single mở đầu cho album phòng thu thứ hai sắp tới của anh, Beauty Behind the Madness (2015). Vào 23 tháng 12, Tesfaye ra mắt "Earned It" nằm trong phần nhạc nền của bộ phim Năm mươi Sắc Thái (2015). Bài hát đạt vị trí thứ ba trên BXH Billboard Hot 100, mang lại cho Tesfaye đề cử đầu tiên của giải thưởng Giải Oscar ở hạng mục Best Original Song. Bài hát đoạt giải Best R&B Performance và được đề cử ở Best R&B Song và Best Song Written for Visual Media ở lễ trao giải Giải Grammy lần thứ 58.

### 2015–2017:Beauty Behind the MadnessvàStarboy

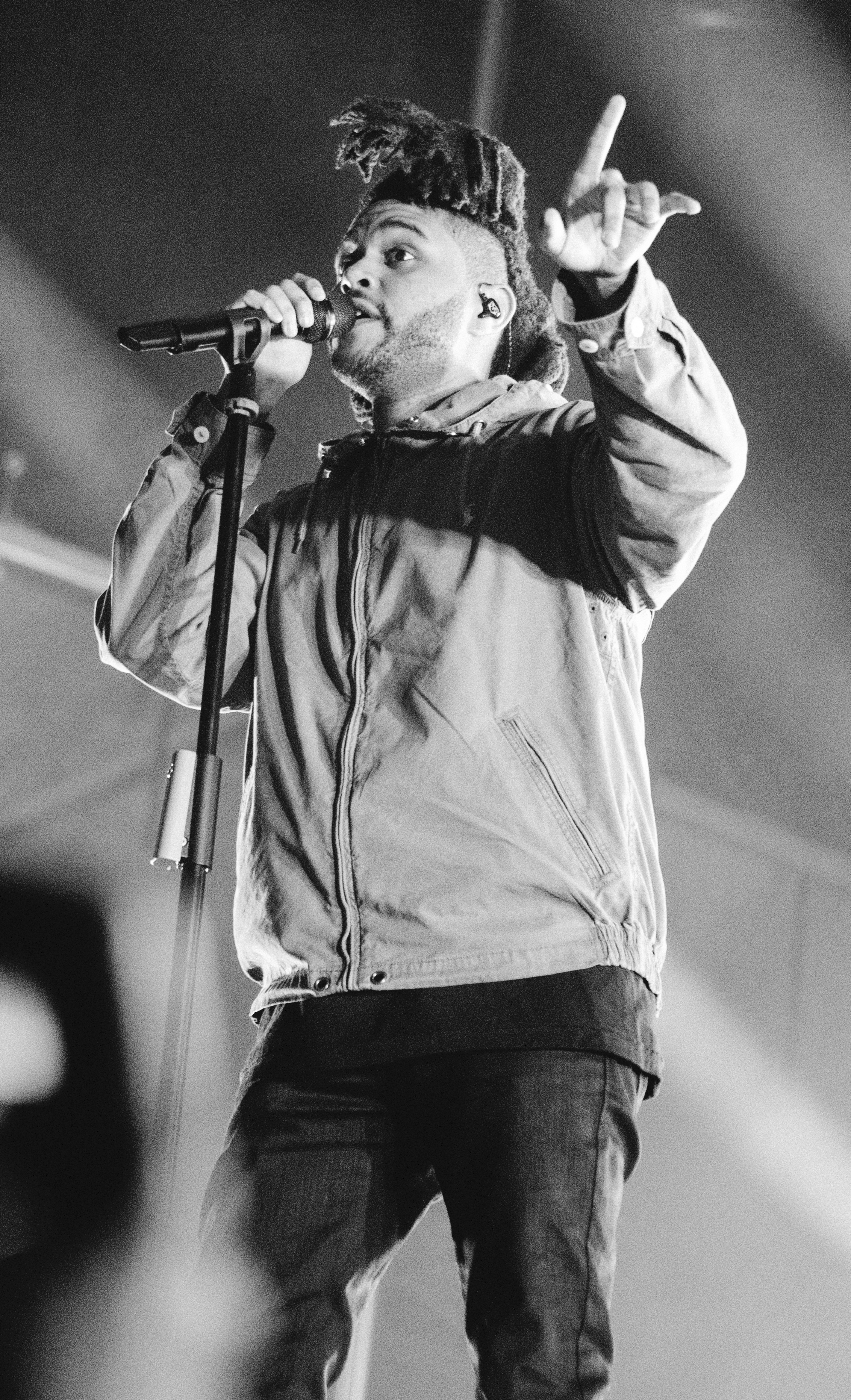
Tesfaye biểu diễn tại Bumbershoot vào năm 2015

Vào ngày 27 tháng 5 năm 2015, Tesfaye phát hành đĩa đơn thứ hai từ Beauty Behind the Madness, "The Hills". Đĩa đơn ra mắt ở vị trí thứ hai mươi trên BXH Billboard Hot 100, và đạt ở vị trí quán quân, trở thành đĩa đơn thứ hai của Tesfaye đạt được vị trí này (sau "Can't Feel My Face"). Vào tháng 6 năm 2019, "The Hills" được chứng nhận kim cương từ RIAA, trở thành đĩa đơn đầu tiên của Tesfaye được chứng nhận này.
Vào tháng 6 năm 2015, sau khi giành giải thưởng Centric Award tại lễ trao giải BET Awards, Tesfaye biểu diễn "Earned It" cùng với Alicia Keys. Vào ngày 8 tháng 6, anh phát hành ca khúc mới "Can't Feel My Face" làm đĩa đơn thứ ba của album. Ca khúc trước đó bị rò rỉ vào tháng 5 nhưng được phát hành làm ngay sau phần trình diễn của Tesfaye ở Apple Worldwide Developers Conference. Đĩa đơn thứ ba ra mắt ở vị trí thứ hai mươi tư trên BXH Billboard Hot 100, và đạt vị trí quán quân, trở thành ca khúc đầu tiên của anh đạt được vị trí này trước cả đĩa đơn thứ hai "The Hills", đồng thời là ca khúc top 10 thứ ba trong sự nghiệp của Tesfaye ở Hoa Kỳ. Ca khúc được đề cử thu âm của năm và  trình diễn pop solo xuất sắc nhất tại lễ trao giải Grammy lần thứ 58. Tesfaye được vinh danh là nghệ sĩ đầu tiên dành ngôi quán quân ở cả ba bảng xếp hạng Hot R&B/Hip-Hop Songs của Billboard tại cùng một thời điểm. Anh cũng được công bố là một trong những gương mặt đại diện âm nhạc của dịch vụ phát trực tuyến Apple Music, cùng với Drake. Tại lễ trao giải 2015 MTV Video Music Awards, Apple ra mắt đoạn phim quảng cáo gồm hai phần có sự góp mặt của Tesfaye, và sự xuất hiện đặc biệt từ John Travolta. Vào tháng 7, Tesfaye tiên phong biểu diễn tại lễ hội FVDED in the Park tại Surrey, British Columbia. Vào 29 tháng 6, Tesfaye góp mặt trong album phòng thu thứ hai của Meek Mill, Dreams Worth More Than Money (2015), trong ca khúc "Pullin' Up".
Album phòng thu thứ hai của Tesfaye Beauty Behind the Madness được phát hành vào ngày 28 tháng 8 năm 2015, ra mắt ở vị trí số một tại BXH Billboard 200, tiêu thụ được 412.000 đơn vị trong tuần đầu. Album leo lên vị trí top 10 tại mười quốc gia, trong đó đạt được vị trí quán quân tại các nước Canada, Úc, Norway, và Vương Quốc Anh. Album được Tesfaye quảng bá rầm rộ trong nhiều lễ hội âm nhạc mùa hè, gồm Lollapalooza, Hard Summer Music Festival, và lễ hội Bumbershoot. Anh tiến hành chuyến lưu diễn The Madness Fall Tour đầu tiên rộng khắp Hoa Kỳ, bắt đầu từ tháng 11 và kết thúc vào tháng 12. Album đã được chứng nhận đĩa bạch kim kép tại Hoa Kỳ và bán được 1,5 triệu bản trên toàn thế giới. Đây là album được phát trực tuyến nhiều nhất trong năm 2015, với hơn 60 triệu lượt phát trực tiếp, và được xếp hạng trên nhiều danh sách album của năm. Ba đĩa đơn trước phát hành album đã được chứng nhận bạch kim tại Hoa Kỳ. Album thắng giải album Urban Contemporary xuất sắc nhất và được đề cử album của năm tại lễ trao giải Grammy lần thứ 58.
Vào ngày 4 tháng 9 năm 2015, Tesfaye góp mặt vào album đầu tay của Travis Scott, Rodeo, ở ca khúc "Pray 4 Love". Vào ngày 10 tháng 10, Tesfaye xuất hiện tại Saturday Night Live cùng với nữ diễn viên Amy Schumer, trình diễn với vai trò khách mời âm nhạc của chương trình. Đây là trình diễn đầu tiên của anh với vai trò nghệ sĩ solo, sau khi cùng Ariana Grande biểu diễn "Love Me Harder". Vào ngày 18 tháng 12, Tesfaye góp giọng cho đĩa đơn của Belly, "Might Not" ở tập thu thứ tám, Up For Days.
Vào ngày 14 tháng 2 năm 2016, Tesfaye góp giọng trong album phòng thu thứ bảy của Kanye West, The Life of Pablo ở bài hát "FML". Đây là lần thứ hai hai người hợp tác chung, trước đó West tham gia sáng tác và sản xuất đĩa đơn "Tell Your Friends" của Tesfaye nằm trong album Beauty Behind the Madness. Vào ngày 1 tháng 3, Tesfaye góp giọng cho đĩa đơn của Future, "Low Life" nằm trong album Evol. Vào ngày 23 tháng 4, anh xuất hiện trong album thứ sáu của Beyoncé, Lemonade ở ca khúc "6 Inch". Vào ngày 26 tháng 8, Tesfaye hợp tác với Cashmere Cat trong ca khúc "Wild Love" cùng Francis and the Lights, đây là đĩa đơn dẫn đường cho album phòng thu đầu tay của Cashmere Cat, 9 (2017).
Vào tháng 9 năm 2016, Tesfaye công bố album phòng thu thứ ba của anh, Starboy, sẽ ra mắt vào ngày 25 tháng 11 và lần này có sự hợp tác với nhà soạn nhạc điện tử người Pháp Daft Punk. Anh phát hành bài hát cùng tên, hợp tác với Daft Punk vào 21 tháng 9. Bài hát ra mắt ở vị trí thứ 40 tại BXH Billboard Hot 100, và giành được vị trí quán quân, trở thành đĩa đơn số một thứ ba của Tesfaye ở BXH này. Tính đến tháng 3 năm 2020, bài hát được chứng nhận bạch kim 8× từ RIAA. Màn hợp tác thứ hai của họ, "I Feel It Coming" ra mắt vào ngày 24 tháng 11 và đạt vị trí thứ tư tại Billboard Hot 100. Vào ngày 1 tháng 10, Tesfaye lần thứ hai xuất hiện tại Saturday Night Live dưới vai trò là khách mời cùng với nữ diễn viên Margot Robbie. Trong chương trình, anh biểu diễn "Starboy" và "False Alarm". Vào ngày 23 tháng 11, anh phát hành phim ngắn M A N I A được đạo diễn bởi Grant Singer, trích một số bài hát trong album, gồm "All I Know" có sự góp giọng của Future, "Sidewalks" hợp tác với Kendrick Lamar, "Secrets" và "Die for You". Sau khi được phát hành, album đạt được vị trí quán quân tạiBillboard 200 với 348 nghìn đơn vị tiêu thụ, trở thành album thứ hai quán quân liên tiếp của Tesfaye. Tính đến tháng 1 năm 2019, album được chứng nhận 3x bạch kim bởi RIAA. Album đoạt giải Album Urban Contemporary xuất sắc nhất tại lễ trao giải Grammy lần thứ 60, đánh dấu lần thứ hai của Tesfaye chiến thắng ở hạng mục này.
Vào ngày 15 tháng 2 năm 2017, Tesfaye hợp tác với đĩa đơn đầu tay của Nav "Some Way", cũng là đĩa đơn mở đầu cho mixtape cùng tên nghệ danh. Vào ngày 24 tháng 2, anh xuất hiện trong album phòng thu thứ sáu của Hndrxx, ở ca khúc "Comin Out Strong". Vào ngày 19 tháng 4, Tesfaye xuất hiện ở album và single thứ hai cùng tên với nhau của Lana Del Rey, Lust for Life. Vào ngày 15 tháng 8, anh hợp tác với French Montana ở ca khúc "A Lie", đĩa đơn thứ ba từ album phòng thu thứ hai Jungle Rules. Sau đó, anh xuất hiện trong video âm nhạc do Virgil Abloh làm đạo diễn cho ca khúc "XO Tour Llif3" của Lil Uzi Vert cùng với Nav. Cuối cùng, anh góp mặt trong album đầu tay của Lil Uzi Vert, Luv Is Rage 2 ở ca khúc "UnFazed" và album phòng thu thứ mười một của Gucci Mane, Mr. Davis ở ca khúc "Curve".

### 2018–2020:My Dear Melancholy, vàAfter Hours

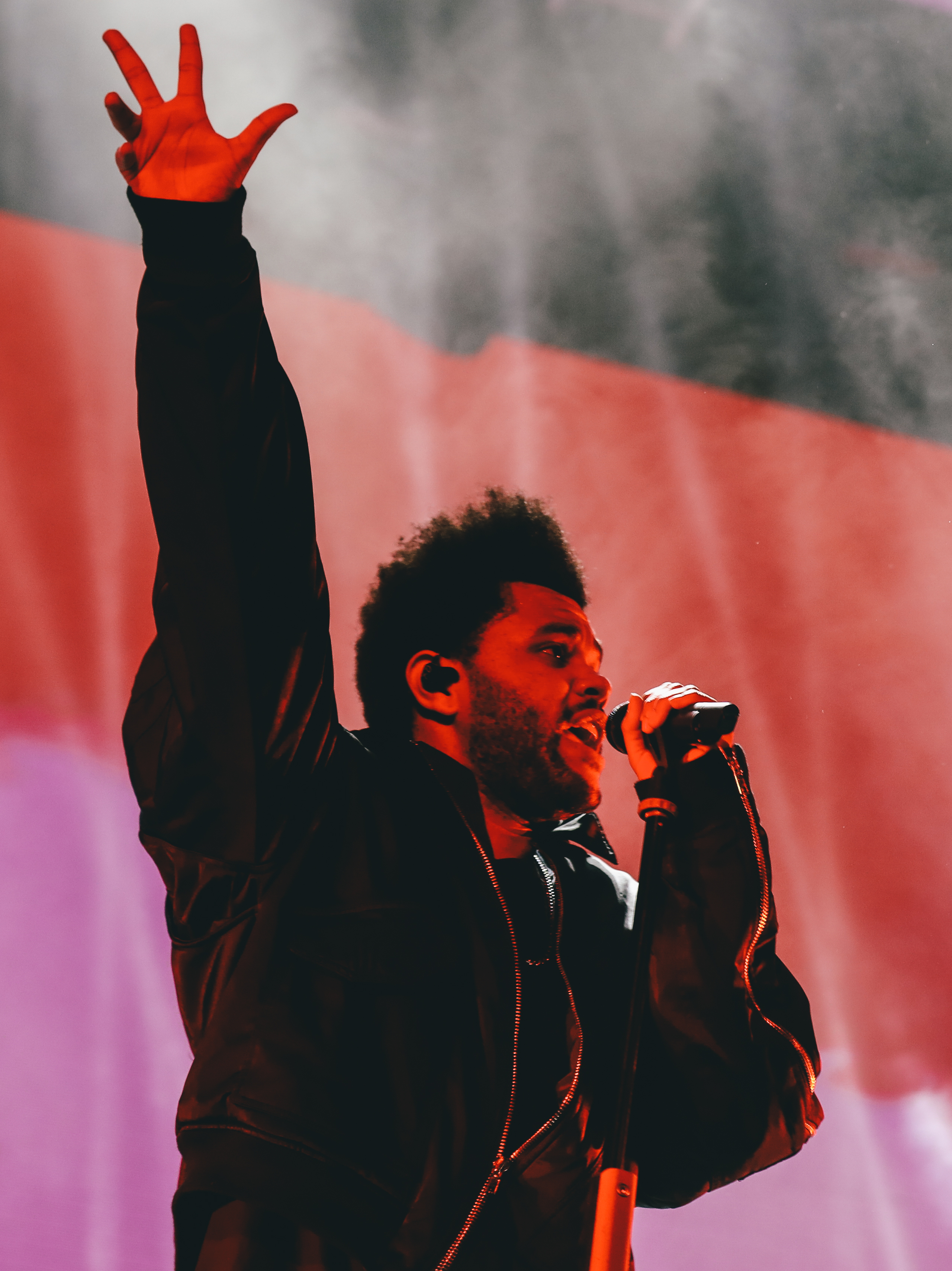
Tesfaye biểu diễn ở Hồng Kông vào tháng 11 năm 2018

Vào ngày 2 tháng 2 năm 2018, Tesfaye tham gia sáng tác nhạc phim cho Black Panther ở bài hát "Pray for Me" với sự hợp tác của Kendrick Lamar. Bài hát được phát hành ở đĩa đơn thứ ba của album nhạc phim và đạt vị trí thứ bảy trên BXH Billboard Hot 100.
Vào ngày 30 tháng 3 năm 2018, Tesfaye phát hành EP mở rộng đầu tay My Dear Melancholy, sau khi tin tức về dự án bị rò rỉ. EP ra mắt ở vị trí quán quân trên BXH Billboard 200 với 169.000 đơn vị được bán ra, trở thành album quán quân thứ ba liên tiếp của Tesfaye và là album ngắn nhất tính theo số lượng ca khúc đứng đầu bảng xếp hạng trong 8 năm. Vào ngày 6 tháng 4, Tesfaye phát hành đĩa đơn chính của EP "Call Out My Name", đạt vị trí thứ tư trên Billboard Hot 100. Vào ngày 13 tháng 4, anh đã tổ chức lễ hội Coachella Valley Music and Arts Festival lần đầu tiên.
Vào ngày 6 tháng 6 năm 2018, Tesfaye đã công bố chương trình radio Apple Music 1 mới của mình tên là Memento Mori. Tập đầu tiên được phát hành hai ngày sau đó. Sau đó anh thể hiện hai bài hát trong album phòng thu thứ ba Astroworld của Travis Scott mang tựa đề "Skeletons" và "Wake Up" vào ngày 3 tháng 8 năm 2018. Vào ngày 21 tháng 11, anh đã phát hành album thành công nhất đầu tiên The Weeknd tại Nhật Bản. Để hỗ trợ cho album và EP My Dear Melancholy, anh đã bắt đầu chuyến lưu diễn hòa nhạc thứ sáu mang tên the Weeknd Asia Tour. Chuyến lưu diễn bắt đầu vào ngày 30 tháng 11 năm 2018 và kết thúc vào ngày 18 tháng 12 năm 2018. Tesfaye đã thực hiện sáu buổi biểu diễn ở Châu Á. Vào ngày 11 tháng 1 năm 2019, Tesfaye góp giọng trong bài hát "Lost in the Fire" của Gesaffelstein, đĩa đơn thứ hai trong album phòng thu thứ hai Hyperion của anh. Vào ngày 18 tháng 4, anh phát hành "Power Is Power" cùng với SZA và Travis Scott, đĩa đơn chính của nhạc phim lấy cảm hứng từ Game of Thrones.
Vào ngày 24 tháng 11 năm 2019, Tesfaye đã giới thiệu đĩa đơn "Blinding Lights" của mình thông qua quảng cáo của hãng Mercedes-Benz. Vào ngày 27 tháng 11, anh phát hành "Heartless" làm đĩa đơn chính trong album phòng thu thứ tư của mình. Bài hát ra mắt ở vị trí thứ ba mươi hai trên Billboard Hot 100 và đạt vị trí số một, trở thành đĩa đơn quán quân thứ tư của Tesfaye. "Blinding Lights" được phát hành hai ngày sau khi phát hành "Heartless" vào ngày 29 tháng 11. Đĩa đơn ra mắt ở vị trí thứ 11 trên Billboard Hot 100 và đạt vị trí số một, trở thành đĩa đơn quán quân thứ năm của Tesfaye. "Blinding Lights" sau đó đã trở thành bài hát đầu tiên trong lịch sử của bảng xếp hạng giữ một vị trí trong top 10 trong cả năm. Nó cũng trở thành bài hát xếp hạng dài nhất mọi thời đại trên Hot 100 với 90 tuần, và rời khỏi BXH sau tuần lễ ngày 11 tháng 9 năm 2021. Vào ngày 23 tháng 11 năm 2021, "Blinding Lights" được xếp hạng là bản hit Hot 100 hay nhất số 1 trong mọi thời đại của Billboard, vượt qua "The Twist" của Chubby Checker. Vào ngày 1 tháng 1 năm 2023, Blinding Lights trở thành bài hát được phát trực tuyến nhiều nhất trên Spotify với 3,3 tỷ lượt phát trực tuyến.
Vào ngày 19 tháng 2 năm 2020, Tesfaye tiết lộ rằng album phòng thu thứ tư của anh sẽ có tựa đề After Hours và sẽ được phát hành vào ngày 20 tháng 3. Anh cũng phát hành ca khúc chủ đề cùng tên với album dưới dạng đĩa đơn quảng cáo. Vào ngày 7 tháng 3, anh xuất hiện lần thứ ba với tư cách khách mời âm nhạc trên Saturday Night Live, cùng với nam diễn viên Daniel Craig. Trong chương trình, anh đã biểu diễn "Blinding Lights" và ra mắt ca khúc "Scared to Live". Tesfaye phát hành đĩa đơn thứ ba của album "In Your Eyes" vào ngày 24 tháng 3. Ca khúc đạt vị trí thứ mười sáu trên Billboard Hot 100.
Vừa ngay sau khi phát hành, After Hours lập tức chiếm lấy ngôi vị quán quân trên bảng xếp hạng Billboard 200, thu về 444.000 đơn vị, đánh dấu album quán quân thứ tư liên tiếp của Tesfaye. Nó trở thành album R&B được phát trực tuyến nhiều nhất mọi thời đại, vượt qua Starboy của chính anh. Trong tuần xếp hạng đầu tiên của album, Tesfaye cũng trở thành nghệ sĩ đầu tiên đồng thời dẫn đầu các bảng xếp hạng Billboard 200, Billboard Hot 100, Billboard Artist 100, Hot 100 Songwriters và Hot 100 Productions, đồng thời lặp lại vị trí dẫn đầu vào tuần sau. Phiên bản deluxe của After Hours được phát hành vào ngày 29 tháng 3 năm 2020 và bao gồm các bài hát mới "Nothing Compares", "Missed You" và "Final Lullaby".
Vào ngày 7 tháng 8 năm 2020, Tesfaye góp giọng trong đĩa đơn "Smile" của nam rapper Juice Wrld quá cố trong album di cảo đầu tiên Legends Never Die của anh. Vào ngày 28 tháng 8, anh góp mặt trong đĩa đơn "Over Now" của Calvin Harris. Vào ngày 30 tháng 10, Tesfaye xuất hiện trong bài hát "Off the Table" của Ariana Grande trong album phòng thu thứ sáu của cô. Cùng ngày, anh xuất hiện trong ca khúc "No Nightmares" của Oneohtrix Point Never trong album phòng thu thứ chín Magic Oneohtrix Point Never, mà anh cũng điều hành sản xuất cùng OPN. Vào ngày 5 tháng 11, anh xuất hiện trong bản phối lại "Hawái" của Maluma, được đề cử cho Màn trình diễn/kết hợp đô thị xuất sắc nhất tại Lễ trao giải Grammy Latin lần thứ 22. Vào ngày 10 tháng 12, anh đã biểu diễn tại Jingle Ball của đài iHeartRadio.

### 2021–nay:Dawn FMvàThe Idol

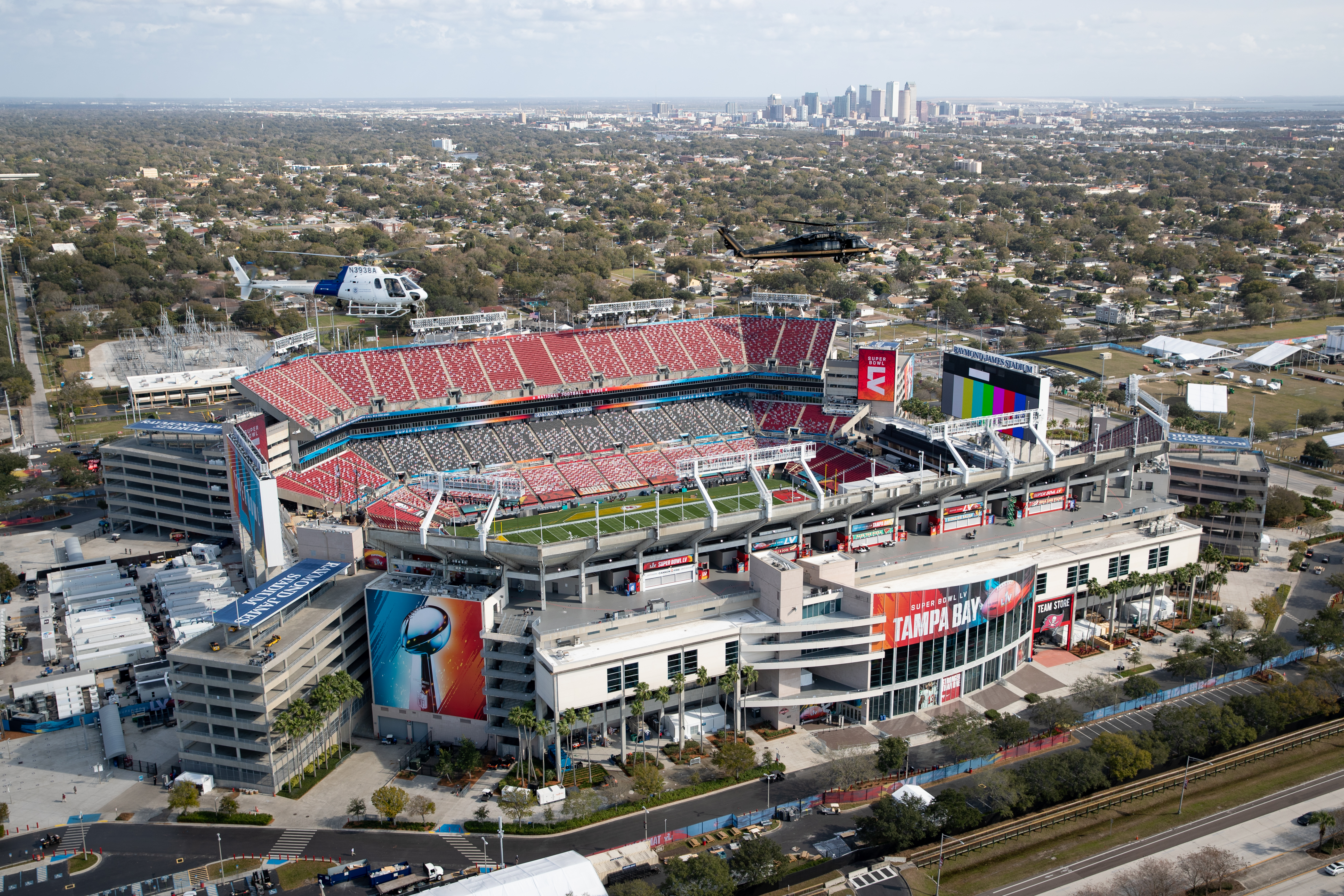
Tesfaye biểu diễn tiết mục ở Super Bowl LV halftime show ở sân vận động Raymond James Stadium vào năm 2021

Vào ngày 5 tháng 2 năm 2021, Tesfaye phát hành album tổng hợp bản hit hay nhất thứ hai The Highlights. Album ra mắt ở vị trí thứ hai trên bảng xếp hạng Billboard 200 của Hoa Kỳ, trở thành album tổng hợp có thứ hạng cao nhất của Tesfaye và là album ra mắt tuần đầu tiên lớn nhất đối với một album thành công nhất kể từ Complete Loaded: God's Country (2019).
Tesfaye đã biểu diễn chương trình giữa giờ nghỉ giải lao Super Bowl LV vào ngày 7 tháng 2 năm 2021, trở thành nghệ sĩ solo người Canada đầu tiên dẫn đầu chương trình. Theo ghi nhận, anh đã chi 7 triệu đô la Mỹ tiền túi của mình cho buổi biểu diễn Super Bowl. Các đánh giá về buổi biểu diễn nhìn chung là tích cực. Chương trình đã dẫn đến sự gia tăng đột biến về lượt phát trực tuyến và lượt tải xuống cho album After Hours của Tesfaye cũng như bảy bài hát khác mà anh đã biểu diễn. Chương trình giữa giờ nghỉ giải lao đã giành được ba đề cử tại Giải thưởng Primetime Emmy lần thứ 73: Chương trình tạp kỹ đặc biệt xuất sắc (Trực tiếp), Thiết kế ánh sáng/Chỉ đạo chiếu sáng xuất sắc cho Chương trình tạp kỹ đặc biệt và Chỉ đạo kỹ thuật xuất sắc, kỹ thuật quay phim, Điều khiển video cho chương trình đặc biệt.
Vào tháng 3 năm 2021, Tesfaye tái phát hành mixtape đầu tay House of Balloons ở dạng chính thức để kỷ niệm 10 năm ngày phát hành. Với sự hợp tác của kiến trúc sư Daniel Arsham, hàng hóa phiên bản giới hạn cũng được phát hành cùng với đợt phát hành lại. Sáu tháng sau, vào tháng 8, Tesfaye phát hành lại mixtape thứ hai năm 2011 của mình Thursday để kỷ niệm 10 năm ngày phát hành. Giống như House of Balloons, hàng hóa phiên bản giới hạn đã được phát hành cùng với lần phát hành lại, do nghệ sĩ Mr. Yanen thiết kế. Bốn tháng sau, vào tháng 12, Tesfaye phát hành lại mixtape cuối cùng năm 2011 Echoes of Silence để kỷ niệm 10 năm ngày phát hành. Tiếp nối hai mixtape trước đó, hàng hóa phiên bản giới hạn đã được phát hành cùng với đợt phát hành lại, do họa sĩ minh họa Hajime Sorayama thiết kế. Ngày 23 tháng 4, Tesfaye tung bản remix của "Save Your Tears" hợp tác với Ariana Grande, đánh dấu lần hợp tác thứ ba. Bản phối lại đã đưa bài hát lên vị trí đầu bảng xếp hạng Billboard Hot 100 trên bảng xếp hạng ngày 8 tháng 5 năm 2021, trở thành bản hit quán quân thứ sáu của cả hai nghệ sĩ. Tesfaye bắt đầu hé lộ âm nhạc mới vào tháng 5 năm 2021. Khi được hỏi về album mới trong một cuộc phỏng vấn với Variety, anh giải thích rằng "nếu bản thu âm cuối cùng là After Hours nghĩa là vào ban đêm, thì bình minh (The Dawn) sẽ đến". Vào ngày 11 tháng 5, Tesfaye biểu diễn "Save Your Tears" tại lễ trao giải Brit. Anh cũng đã nhận Giải thưởng Brit đầu tiên dành cho Nam nghệ sĩ solo quốc tế do cựu đệ nhất phu nhân Hoa Kỳ Michelle Obama trao cho anh. Vào ngày 24 tháng 5, Tesfaye biểu diễn "Save Your Tears" tại Billboard Music Awards. Anh đã được đề cử cho kỷ lục 16 giải thưởng và giành được 10 giải, bao gồm Nghệ sĩ hàng đầu và Bài hát Top Hot 100. Khi nhận giải thưởng của mình, Tesfaye tiếp tục giới thiệu về âm nhạc mới bằng cách nói "After Hours đã xong và The Dawn sắp đến". Vào ngày 28 tháng 5, anh đã biểu diễn remix của "Save Your Tears" tại iHeartRadio Music Awards cùng Ariana Grande. Vào ngày 25 tháng 6, Tesfaye góp giọng trong đĩa đơn "You Right" của Doja Cat trong album phòng thu thứ ba Planet Her. Vào ngày 22 tháng 7, anh xuất hiện trong đĩa đơn "Better Believe" của Belly cùng với Young Thug từ album phòng thu thứ ba See You Next Wesnesday.
Vào ngày 2 tháng 8 năm 2021, Tesfaye phát hành một đoạn nhạc mới trên mạng xã hội. Anh xuất hiện trên trang bìa của GQ số tháng 9 năm 2021, đánh dấu lần xuất bản toàn cầu đầu tiên của tạp chí. Sau đó, hợp tác với NBC Sports và Thế vận hội Mùa hè 2020, Tesfaye đã công bố đĩa đơn "Take My Breath", được phát hành vào ngày 6 tháng 8. Cuối tháng đó, anh xuất hiện trong album phòng thu thứ 10 của Kanye West Donda ở ca khúc "Hurricane", đã giành được giải Trình diễn rap melody xuất sắc nhất tại Lễ trao giải Grammy thường niên lần thứ 64.
Vào ngày 4 tháng 10 năm 2021, trong một tập chiếu của Memento Mori, Tesfaye tiết lộ rằng album phòng thu thứ năm của anh đã hoàn thành và anh đang chờ đợi một "một vài nhân vật đóng vai trò then chốt cho câu chuyện." Vào ngày 18 tháng 10, Tesfaye thông báo rằng chuyến lưu diễn sắp tới của anh, ban đầu có tên là After Hours Tour, sẽ được tổ chức hoàn toàn tại các sân vận động do hạn chế về đấu trường và dự kiến bắt đầu vào tháng 7 năm 2022. Chuyến lưu diễn được đổi tên thành After Hours til Dawn Tour, kết hợp chủ đề từ hai album phòng thu thứ tư và thứ năm của anh.
Vào ngày 22 tháng 10 năm 2021, Tesfaye xuất hiện trong đĩa đơn "Moth to a Flame" của Swedish House Mafia từ album phòng thu đầu tay Paradise Again của họ. Ngày 5 tháng 11, anh xuất hiện trong đĩa đơn "One Right Now" của Post Malone từ album phòng thu thứ tư Twelve Carat Toothache. Ngày 11 tháng 11, anh góp mặt trong đĩa đơn "La Fama" của Rosalía từ album phòng thu thứ ba Motomami của cô. Ngày 16 tháng 12, Tesfaye được giới thiệu trong đĩa đơn "Tears in the Club" của FKA Twigs từ mixtape đầu tay Caprisongs của cô. Ngày hôm sau, 17 tháng 12, anh góp mặt trong đĩa đơn "Poison" của Aaliyah trong album di cảo Unstoppable của cô.
Tesfaye phát hành album phòng thu thứ năm Dawn FM vào ngày 7 tháng 1 năm 2022. Sau khi phát hành, album đã ra mắt ở vị trí thứ hai trên Billboard 200 với 148.000 đơn vị, đánh dấu vị trí thứ tám trong top 10 của Tesfaye và là album thứ hai không liên tiếp của anh ra mắt ở vị trí thứ hai. Anh cũng phá kỷ lục về số bài hát đồng thời của một nam nghệ sĩ solo trên Billboard Global 200, với 24 bài hát trên bảng xếp hạng. Ngoài "Take My Breath", Dawn FM còn được hỗ trợ quảng bá bởi các đĩa đơn "Sacrifice" và "Out of Time". Ngày 26 tháng 2, Tesfaye ra mắt The Dawn FM Experience, một chương trình âm nhạc truyền hình đặc biệt hợp tác với Amazon Prime Video.

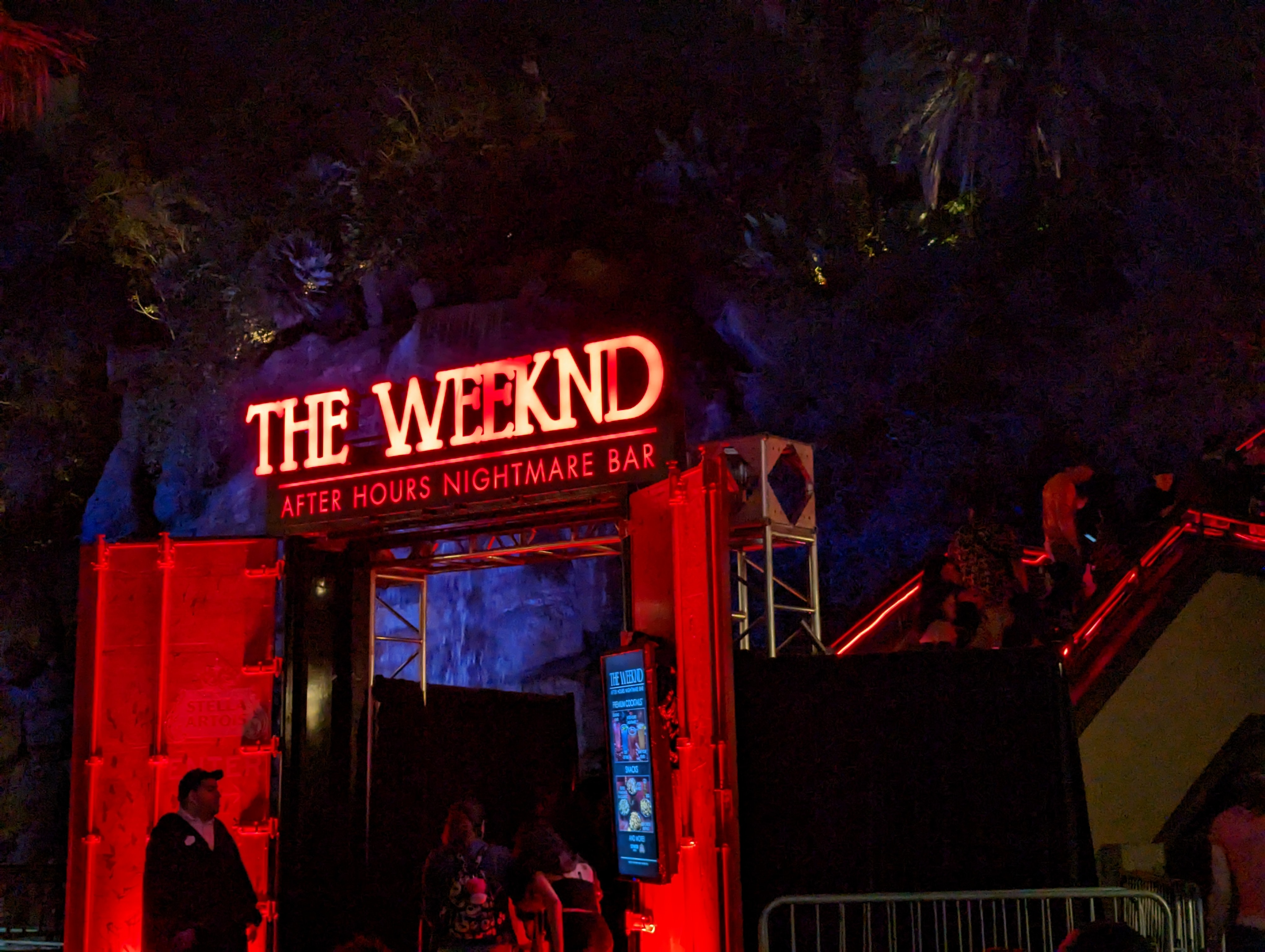
Ngôi nhà ma ám của The Weeknd trở thành một phần của Universal's Halloween Horror Nights.

Vào ngày 20 tháng 3, Tesfaye đã tham gia một tập của phim hoạt hình The Simpsons. Vào ngày 18 tháng 4, anh đã tổ chức Lễ hội Âm nhạc và Nghệ thuật Thung lũng Coachella lần thứ hai, biểu diễn cùng với Swedish House Mafia. Vào ngày 26 tháng 7 năm 2022, Tesfaye thông báo rằng anh sẽ tổ chức một ngôi nhà ma ám tại Universal Studios Hollywood, là một phần của Đêm kinh dị Halloween của Universal được tổ chức vào mỗi dịp Halloween. Bài hát "Nothing Is Lost (You Give Me Strength)" của anh trong Avatar: The Way of Water (Original Motion Picture Soundtrack) được phát hành vào ngày 16 tháng 12 năm 2022.
Vào ngày 24 tháng 2 năm 2023, nhờ vào sức mạnh quan tâm và tốc độ viral trên mạng xã hội của bài hát "Die for You" năm 2016, nó đã quay trở lại bảng xếp hạng vào năm 2022 và leo lên đến thứ hạng mới là vị trí thứ 6 trên BXH Billboard Hot 100 sáu năm sau khi phát hành. Một bản remix của bài hát có sự góp mặt của Ariana Grande đã được phát hành, đánh dấu lần hợp tác thứ tư của họ. Kết quả là bản phối đã góp phần đưa bài hát lên ngôi quán quân bảng xếp hạng vào số ngày 11 tháng 3 năm 2023, trở thành bản hit quán quân thứ bảy của cả hai nghệ sĩ. Vào ngày 27 tháng 2 năm 2023, sau thành công của bản phối lại, Tesfaye trở thành nghệ sĩ đầu tiên vượt qua 100 triệu người nghe hàng tháng trên Spotify.
Vào ngày 3 tháng 3 năm 2023, Tesfaye phát hành album biểu diễn trực tiếp đầu tiên của mình, mang tên Live at SoFi Stadium bao gồm các bản ghi lại âm từ bộ phim hòa nhạc cùng tên trên HBO của anh, giới thiệu buổi hòa nhạc cuối cùng của chặng Bắc Mỹ trong chuyến lưu diễn After Hours til the Dawn của anh tại Sân vận động SoFi. Sau đó, anh biểu diễn bốn bài hát - "Artificial Intelligence", "Defame Moi", "More Coke!!," và "Emotionless" - từ album 4:23 của Mike Dean, phát hành vào ngày 29 tháng 4 năm 2023. Vào tháng 5 năm 2023, Tesfaye tuyên bố rằng anh đang có ý định từ bỏ nghệ danh "the Weeknd" để biểu diễn dưới tên khai sinh của mình hoặc sử dụng hoàn toàn một nghệ danh mới. Anh giải thích rằng album sắp tới của anh rất có thể sẽ được coi là "lời réo gọi cuối cùng" của anh dưới cái tên này.
The Weeknd đồng biên kịch loạt phim truyền hình dài tập Thần tượng của HBO với Sam Levinson và đóng vai chính trong chương trình cùng với Lily-Rose Depp. Bộ phim được công chiếu lần đầu tại Liên hoan phim Cannes 2023 mà không có sự cạnh tranh, và nhận được vô số chỉ trích vì chứa nhiều nội dung khỏa thân và tình dục trên màn ảnh. Bộ phim ra mắt đã vấp phải nhiều đánh giá tiêu cực từ các nhà phê bình. The Hollywood Reporter tuyên bố rằng loạt phim này "thay vì bóp méo một cách tinh vi bản chất kỳ thị phụ nữ và săn mồi của công việc kinh doanh, Thần tượng đã trở thành một câu chuyện tình yêu bị cấm đoán - thứ tưởng tượng của một người đàn ông độc hại", và gọi nó là "bước lùi hơn là vượt quá giới hạn". Đến cả Tesfaye cũng đã nhận được những đánh giá tiêu cực về khả năng diễn xuất của mình, theo như nhà phê bình Robert Daniels của The Playlist viết, "Tesfaye cũng là một diễn viên tệ hại. Anh ta thiếu sự thoải mái, sức hấp dẫn, sự lôi cuốn và sự quyến rũ để tăng khả năng Jocelyn bị thu hút bởi anh ta. Nhiều cảnh phim, Tesfaye hay che lấp khiếm khuyết của mình dưới ánh sáng trường quay mờ ảo, vật che đậy quá mức khó chịu hoặc đoạn hội thoại được ghi đi ghi lại và lồng trong một số khúc." Vào ngày 28 tháng 8 năm 2023, HBO thông báo đã huỷ bỏ dự án Thần tượng chỉ sau một mùa.
Vào ngày 8 tháng 6 năm 2023, Tesfaye công bố một loạt EP sắp ra mắt có nhạc của Thần tượng, vốn ban đầu dự định là một album nhạc phim, mỗi EP sẽ được phát hành sau buổi ra mắt mỗi tập của chương trình. Trong đó có sự hợp tác với Future, Playboi Carti, Madonna và Jennie từ nhóm nhạc nữ Hàn Quốc Blackpink. Cuối tháng 6, anh nhận được lời mời từ Học viện hàn lâm để trở thành thành viên. Vào ngày 21 tháng 7, Tesfaye xuất hiện trong đĩa đơn chủ đạo "K-pop" nằm trong album thứ tư Utopia của Travis Scott, và sau đó xuất hiện trong một ca khúc khác trong album của Scott, "Circus Maximus". Tesfaye góp mặt trong đĩa đơn "Another One of Me" của Diddy vào ngày 15 tháng 9, mà anh gọi là "lần hợp tác cuối cùng của anh" khi đi lưu diễn.

## Nghệ thuật
Abel nói rằng Michael Jackson, Prince và R. Kelly là nguồn cảm hứng cho âm nhạc của mình. Anh cũng xem Michael Jackson là cảm hứng chính trong sự nghiệp âm nhạc của mình theo ca khúc "Dirty Diana" là một ví dụ. Anh cũng nói rằng giọng hát cao thé cũng mình là bị ảnh hưởng từ ca sĩ Aster Aweke. Anh nghe rất nhiều thể loại âm nhạc khác nhau bao gồm nhạc soul, quiet storm, hip-hop, funk, indie rock và post-punk.
Hầu hết các bài hát của Abel được sản xuất với phong cách nhạc tempo chậm rãi, bass nặng và nhiều âm hưởng vang. Abel nói rằng phong cách của mình bị ảnh hưởng từ Michael Jackson rất nhiều. Cũng như khơi gợi rất nhiều trí tò mò từ các nhà phê bình âm nhạc, anh chủ yếu hợp tác với nhà sản xuất nhạc Illangelo và Doc McKinney.
Lời ca khúc đơn giản nhưng sâu lắng của anh thường có chủ đề về việc tổn thương cũng như đương đầu với những vấn đề như tình dục, thuốc phiên và tiệc tùng. Paul MacInnes của tờ The Guardian cũng cho rằng bộ ba EP của anh là "về lúc tiệc tùng, tới sau buổi tiệc và buổi sáng hôm sau".
Abel cũng quảng bá rộng rãi các phong cách nhạc khác nhau và xem đó là nguồn cảm hứng cho âm nhạc của mình. Trong lúc làm album Starboy, Abel nói rằng David Bowie, Prince, The Smiths, Bad Brains, Talking Heads, DeBarge, 50 Cent, The Wu-Tang Clan và Eminem là nguồn cảm hứng cho album Starboy.

## Những dự án khác
Trong suốt tour lưu diễn vòng quanh nước Mỹ của mình quảng bá cho Kiss Land, Abel hợp tác với hãng sản xuất bao cao su ONE phát tặng miễn phí phiên bản đặc biệt giới hạn ở những buổi biểu diễn của mình. Vỏ bao cao su in hình album cùng với hình đại diện Oxcy được in mặt còn lại.
Tháng 11/2015, để quảng bá tích cực cho Beauty Behind the Madness, anh hợp tác với PAX Labs cho ra đời thuốc lá điện tử PAX 2 được phép sử dụng ở các buổi biểu diễn của mình. Nhãn hiệu "XO" được in trên thân cũng như phát bài "The Hills" mỗi khi mở để sử dụng. Với giá 279 đô Mỹ cho bản bình thường thì bản giới hạn có giá 324 đô Mỹ. PAX cũng là nhà tài trợ cho tour lưu diễn và logo được đặt ở vị trí VIP. CMO của PAX là Richard Murphy cho biết "Âm nhạc và thời trang luôn đi song song với nhau ở PAX. Đây là cơ hội tuyệt vời để đưa phong cách của The Weeknd hợp nhất với công nghệ của chúng tôi".
Năm 2016, Abel thông báo về việc hợp tác với Puma với tư cách là đại sứ thương hiệu cho chiến dịch "Run the Streets" được ra mắt vào đầu tháng 11 với bộ sưu tập đặc biệt được ra mắt cùng thời điểm với album Starboy. Anh cũng dẫn chương trình khai trương một số cửa hàng pop-up cho bộ sưu tập "Starboy: Limited Capsule" được bày bán ở thị trường Bắc Mỹ bao gồm New York, Los Angeles, và Toronto. Với sự hợp tác này, Abel cũng cho ra mắt 3 bộ sưu tập tên PUMA X XO bao gồm áo thun, nón, quần nỉ, áo bomber và giày tên the Parallels.

## Danh sách đĩa nhạc
- House of Balloons (2011)
- Trilogy (2012)
- Kiss Land (2013)
- Beauty Behind the Madness (2015)
- Starboy (2016)
- My Dear Melancholy (2018)
- After Hours (2020)
- Dawn FM (2022)
- Hurry Up Tomorrow (2025)

## Danh sách phim
- Michael Jackson's Journey from Motown to Off the Wall (2016)
- Uncut Gems (2019)
- The Show (2021)
- Live at SoFi Stadium (2023)
- Thần tượng (2023)